# فيتي مارتينيز
فيتي مارتينيز (بالإسبانية: Víctor Martínez Manrique) هو لاعب كرة قدم إسباني في مركز الوسط، ولد في 25 مايو 1997 في ماتارو في إسبانيا. لعب مع خيمناستيك طركونة.

## وصلات خارجية
- فيتي مارتينيز على موقع Soccerway.com (الإنجليزية)